# Julius Malema
Julius Sello Malema (3 de março de 1981) é membro do parlamento e líder dos Combatentes da Liberdade Econômica, um partido político sul-africano da extrema-esquerda, que ele fundou em julho de 2013. Ele anteriormente foi Presidente da Juventude do Congresso Nacional Africano entre 2008 e 2012. Malema foi membro do Congresso Nacional Africano desde os nove anos de idade até ser expulso do partido em abril de 2012 aos trinta e um anos. Ele ocupa uma posição notadamente polêmica na vida pública e política sul-africana, tendo atingido a proeminência com seu apoio ao presidente do CNA, e depois presidente da África do Sul, Jacob Zuma. Ele foi descrito tanto por Zuma quanto pelo premier da província de Limpopo como o "futuro líder" da África do Sul. Críticos menos favoráveis pintam-no como um "populista imprudente" com o potencial de desestabilizar a África do Sul e desencadear conflitos raciais.
Malema foi condenado por discurso de ódio em março de 2010 e novamente em setembro de 2011. Em novembro de 2011 ele foi julgado culpado de semear divisões dentro do CNA e, em conjunto com sua suspensão de dois anos em maio de 2010, foi suspenso do partido por cinco anos. Em 2011, foi novamente condenado por discurso de ódio após cantar "Dubula iBunu" ("Atire nos Bôeres"), decisão mantida em recurso, levando à sua expulsão do CNA.
Em 2012, Malema foi acusado de fraude, lavagem de dinheiro e extorsão. Após vários adiamentos, o caso foi arquivado pelos tribunais em 2015 devido a atrasos excessivos pela Autoridade Nacional de Promotoria, levando a percepções de que as acusações foram politicamente motivadas. Porém, em 2018, o grupo nacionalista branco dos africânderes AfriForum anunciou que iria montar um processo privado contra Malema sobre as acusações de corrupção.

## Leitura complementar
- Forde, Fiona (2012). An inconvenient youth: Julius Malema and the 'new' ANC Totalmente revisado e atualizado ed. Londres: Portobello Books. ISBN 9781846274565